# Ove Svenson
Ove Carl Wilhelm Svenson (* 2. Februar 1880 in Jönköping, Schweden; † 1976 in Dänemark) war ein schwedisch-dänischer Maler und Lithograph.

## Leben
Svenson wurde als Sohn des Architekten Gustaf Svenson und dessen dänischer Ehefrau Lydia Bille geboren. Er war der Enkel des Marinemalers Carl Bille. Bereits früh zog er nach Dänemark, wo er bis zu seinem Tod lebte. Svenson blieb unverheiratet.
Svenson wurde vom Buchdrucker Jens Christian Cato in Lithographie unterrichtet und erhielt eine vertiefende Ausbildung in Buch- und Steindruck in der Farvergade in Kopenhagen, in der seit dem 16. Jahrhundert Spezialisten im Farbdruck angesiedelt waren. 1908–1909 studierte er Malerei bei Niels Vinding Dorph und dessen Ehefrau Bertha Dorph.
Studienreisen führten ihn nach Deutschland (1908), Frankreich (Paris 1910, 1913, 1926) und Italien (1912). 1910–1911 erhielt er das Christen-Schillerup-Købke-Stipendium sowie 1911 das Raben-Levetzau-Stipendium.

## Werk
Besonders widmete sich Svenson der Architekturmalerei, und seine Lithografien wurden international gehandelt. Er war ein anerkannter Aquarellist und Maler mittelformatiger Ölgemälde. Svenson verkaufte seine Werke auch an den königlichen Hof, u. a. an Alexandrine, die Ehefrau Christian X. Seit 1908 stellte er in der Königlich Dänischen Kunstakademie auf Schloss Charlottenborg aus, war 1909 auf der Landesausstellung in Aarhus, 1912 und 1918 bei den umfangreichen Ausstellungen dänischer Grafik sowie 1912 auf der Schau moderner dänischer Künstler in Brighton vertreten.
Während er in der ersten Hälfte des 20. Jahrhunderts eher im Stil des Impressionismus und Realismus arbeitete, wandte er sich nach dem Zweiten Weltkrieg eher expressiven, flächigen Ausdrucksformen zu.